# 筆架山 (香港)
筆架山，亦作畢架山，舊名煙墩山，是香港九龍一座山峰。筆架山位於九龍塘、石硤尾、大窩坪以北，高海拔457米。筆架山屬於獅子山郊野公園範圍，山頂設有民航處雷達站，負責協助機場指揮航空交通，並設有行車路（龍欣道）方便維修員上山。而筆架山西南山腳一帶，則被開發成為高尚住宅區。
筆架山隧道貫通筆架山連接九龍塘和新界東，共有兩條管道。首條管道原為20世紀初九廣鐵路興建時開鑿，名為煙墩山隧道，1980年代因九廣鐵路鋪設雙軌及進行電氣化，而在隧道西側開鑿一條新的管道，而新筆架山隧道現為港鐵公司管理，舊有隧道則被改為煤氣及深港液化天然氣輸送管道。

## 地理
筆架山東面為獅子山，西北面為尖山，西面則為鴉巢山，此外山峰附近有鐵路坳和九龍坳。筆架山以北是新界東沙田區的地龍口，以南則是近石硤尾的大窩坪。

## 名稱
筆架山因其形狀與古時放毛筆的筆架相似，因而得名。現在很多人普遍都將其寫為畢架山。
至於英文名，源於煙墩山。煙墩山的位置與明清史籍中的九龍墩台相近，爲用作燒草放煙發出訊號的海防設施，故得其名，但該墩台具體位置已不可考。

## 住宅區

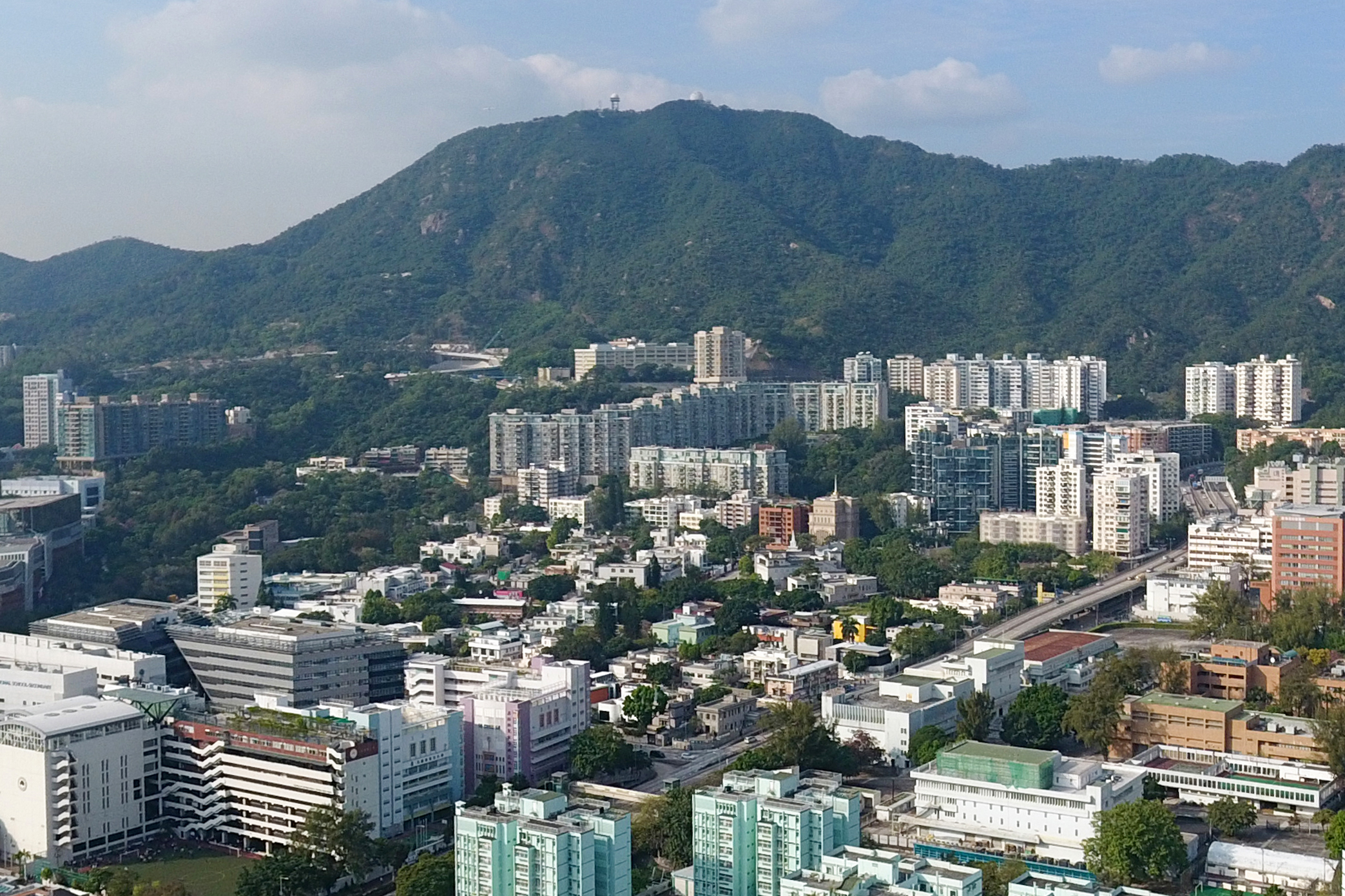
遠眺筆架山住宅區

因擁有整個九龍半島、香港島、鯉魚門和維多利亞港的優美景觀，筆架山山腳已被開發為高尚住宅區。住宅區共分為兩部份，其一指深水埗區大窩坪南昌街的畢架山花園及帝景峰，另一則指九龍城區歌和老街的畢架山峰及聯合道以北一帶（包括廣播道「五台山」）。
義德道和廣播道之間的山谷，原為村落雞寮村，1959年因政府計劃興建龍翔道和窩打老道交匯處而遭清拆，居民只獲賠償每平方呎五仙港元，及後被徙置到黃大仙徙置區。清拆前，村內有約150戶居民，以花農為主，其時谷內土地已開墾約80年。
窩打老道及歌和老街處的筆架山環境清靜，近義本道曾有九龍仔軍人宿舍，後來地皮被長江實業地產收購並興建畢架山一號。

### 學校
山上有一間英基學校協會的國際學校，於安域道及義德道的交界，名為畢架山小學。

### 醫院
香港浸信會醫院（英語：Hong Kong Baptist Hospital，簡稱浸會醫院）是香港一間全科基督教醫院，位於筆架山窩打老道222號，約在窩打老道及聯合道交界，成立於1963年，為香港浸信會聯會社會服務機構之一。
無綫電視劇集《天幕下的戀人》曾於畢架山小學及朗德道取景。

## 區內街道
筆架山的主要道路有義德道。山上主要道路名為筆架山道，而以下為其他小路及掘頭路。
- 和域道
- 安域道
- 義本道
- 朗德道

而筆架山隧道東面的碧景林路在畢架山一號興建後變成了私家路。

## 交通

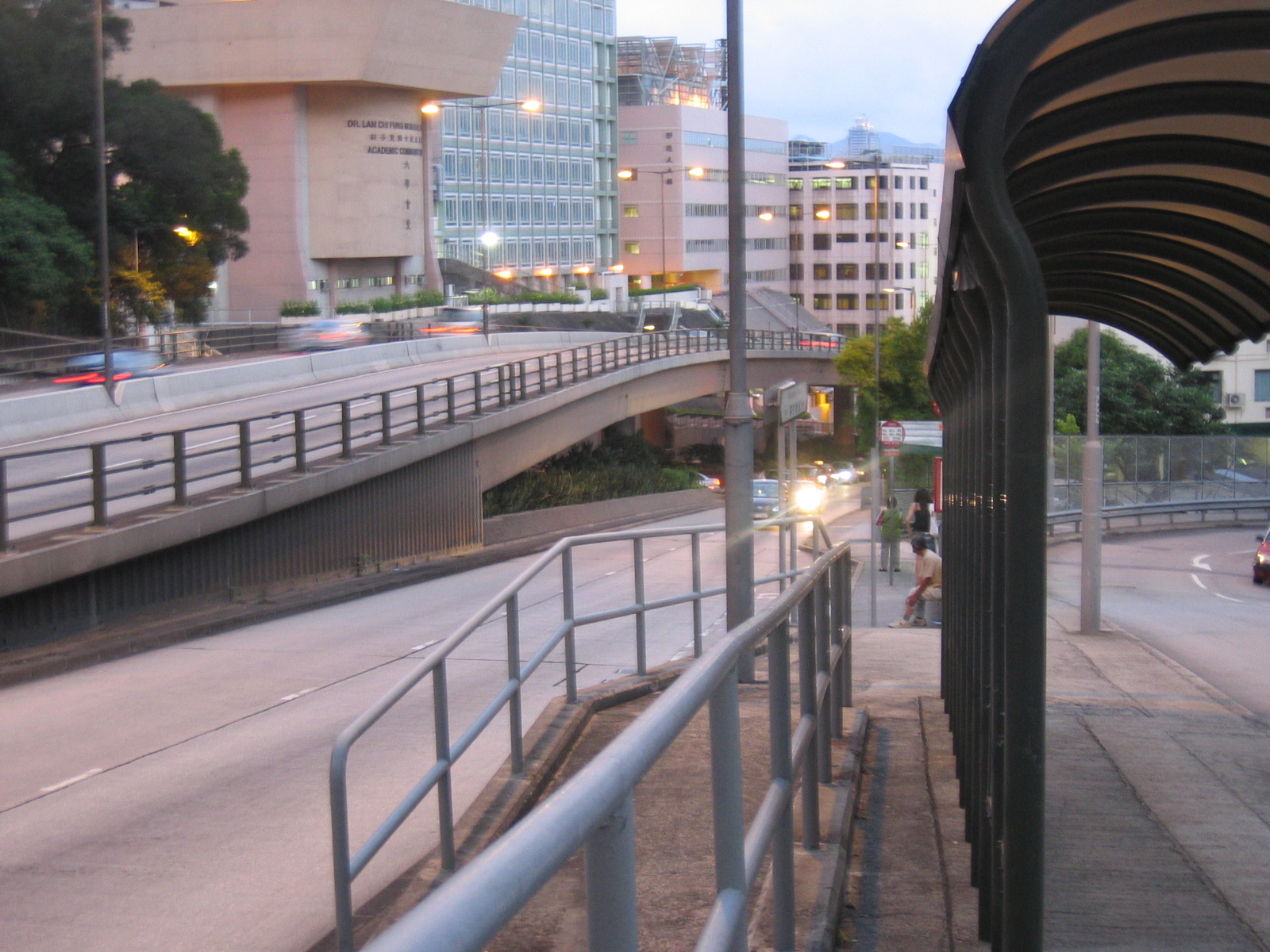
映月台巴士站

山下的主要道路有七號幹線龍翔道、歌和老街、南昌街、達之路和大埔道。
筆架山（義德道）住宅區
如果要前往港島區可乘搭免費穿梭巴士從山上往樂富，或是乘搭專線小巴29B往九龍塘站；
而往新界則相對方便得多，可往映月台巴士站乘搭多線巴士往上水、粉嶺、大埔、馬鞍山及沙田。
筆架山山頂
從龍翔道可經龍欣道前往筆架山山頂。另外，麥理浩徑第五段也經過接近山頂的地方，三義徑、貴妃徑亦可接駁麥理浩徑第五段，戰地遺跡徑則可通往二戰時期醉酒灣防線於畢架山上建造的多個機鎗堡、座標石和地洞等古蹟，其中一個座標石是全香港最大的。